# Gare de Pierrelatte
Gare de Pierrelatte vasútállomás Franciaországban, Pierrelatte településen.

## Vasútvonalak
Az állomást az alábbi vasútvonalak érintik:
- Párizs–Marseille-vasútvonal
- Ligne de Pierrelatte à Nyons
- Pierrelatte–Nyons-vasútvonal

## Kapcsolódó állomások
A vasútállomáshoz az alábbi állomások vannak a legközelebb:
- Gare de Donzère
- Gare de Bollène-La Croisière
- Gare de Montélimar (TER 10)